# Stéphan Elmas

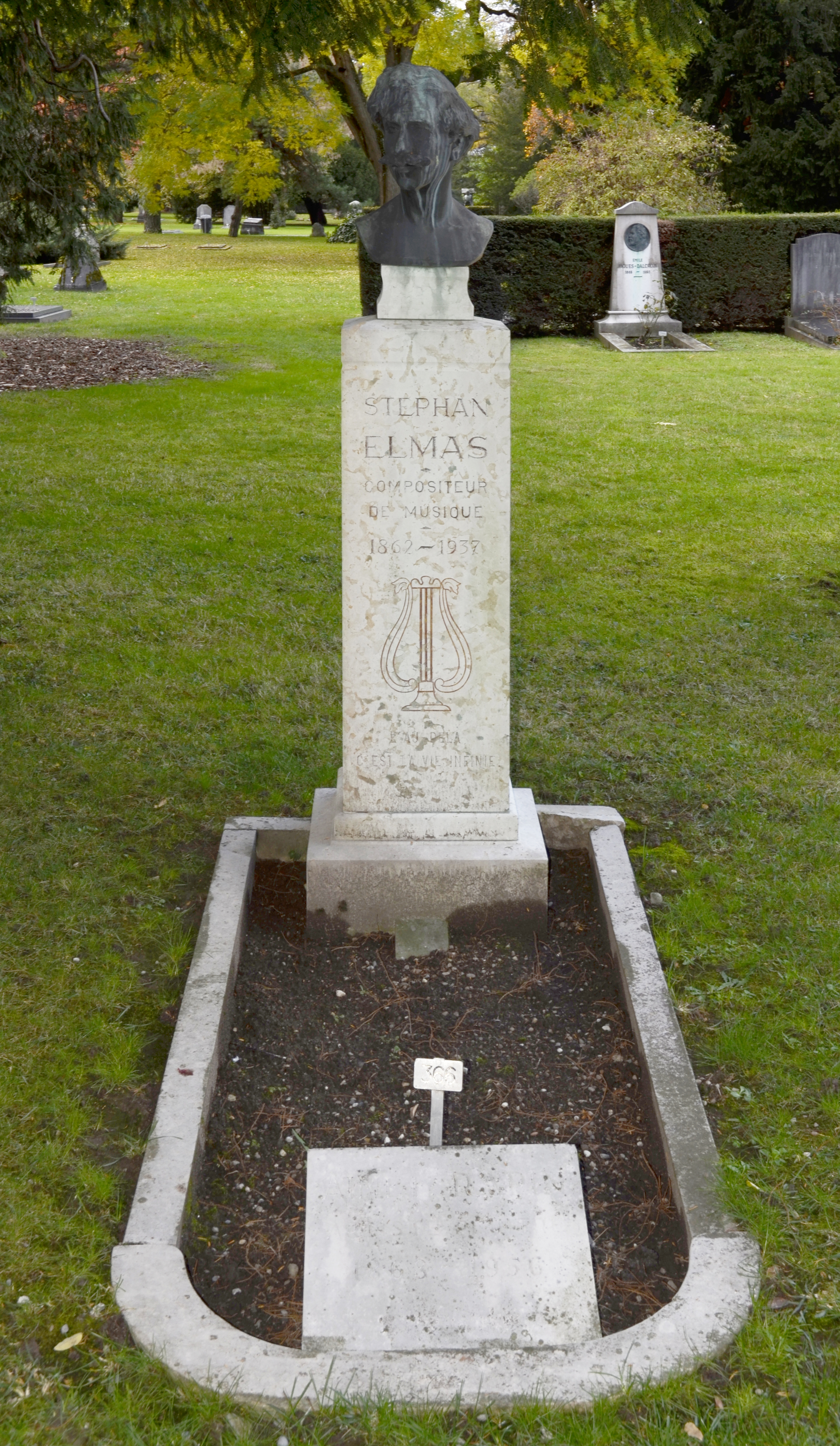
Tombe de Stephan Elmas, cimetière des Rois, Genève.

Stéphan Elmas (en arménien : Ստեփան Էլմաս), né le 24 décembre 1862 et mort le 11 août 1937, est un compositeur, pianiste et professeur arménien.

## Biographie
Elmas naît dans une famille cultivée de riches entrepreneurs de Smyrne (aujourd'hui Izmir), une ville de l'Empire ottoman. Sa mère meurt des suites de l'accouchement. On découvre vite que le petit garçon est un enfant prodige : il commence des leçons de piano et compose de courtes pièces pour piano sous la tutelle d'un professeur de musique d'origine allemande, M. Mooser. À l'âge de treize ans, le jeune virtuose interprète tout un récital au piano d'œuvres de Liszt.
En juillet 1879, avec les encouragements de son professeur – mais contre la volonté de sa famille – Stéphan Elmas est à Weimar, espérant passer une audition auprès de Franz Liszt. Lors de leur rencontre et après avoir écouté le jeune Elmas, Liszt lui conseille d'aller en Autriche pour travailler avec le professeur Anton Door à l'Académie de musique et des arts et avec Franz Krenn, un éminent compositeur autrichien et maître de chapelle.
À Vienne, à dix-sept ans, Stéphan partage son temps entre l'étude du piano et la composition. Il découvre Wagner et se produit pour la première fois à Vienne, en 1885. Cet événement reçoit de nombreux éloges dans la presse. Puis Elmas continue à composer de nombreuses pièces de caractère, des valses, des mazurkas, des nocturnes et des impromptus. Publiées à Vienne en 1883, il dédie ses 6 Études (1881) à Franz Liszt et une série de poèmes musicaux à Victor Hugo, qu'il lisait déjà à Smyrne.
Elmas est resté en contact avec Liszt pour souvent lui demander conseil. En 1886, il revient brièvement à sa Smyrne natale pour assister aux funérailles de son père, mais retourne à Vienne, convaincu que l'Europe a beaucoup plus à lui offrir. Le 24 février 1887, il donne un récital très réussi à Vienne dans la salle Bösendorfer. Suit une tournée européenne en Autriche, en France, en Angleterre, en Allemagne et Italie, partout salué par des triomphes. Ses programmes sont principalement constitués de ses propres œuvres, mais aussi d'œuvres de Beethoven, Chopin et Schumann. Après un concert salle Érard en 1901 (déjà en 1896 et 1900), la presse lui donne deux surnoms Poète du piano ou le Chopin Arménien.
Au cours de ses voyages, Elmas devient un ami proche du compositeur et pianiste russe Anton Rubinstein (à qui il dédie son premier concerto), mais aussi de trois personnalité françaises : le compositeur Jules Massenet, le pianiste Édouard Risler et un lexicographe, le prince Guy de Lusignan. En 1912, il se fixe à Genève, où il poursuit ses travaux de composition, l'enseignement et les concerts. À la suite d'une fièvre typhoïde contractée en 1897, Elmas est atteint d'une surdité qui s'accentue, le rendant de plus en plus reclus et coupé du monde. Heureusement, il se lie d'amitié et s'éprend d'une artiste peintre suisse, Adeline Aimée Rapin (1868–1956), privée de ses bras. Elle peut le consoler en ces temps difficiles. En 1913, il projette de rentrer à Smyrne, mais y renonce. Elmas est hanté par le sort de ses compatriotes et les événements tragiques du génocide arménien de 1915 par les turcs ottomans. Sa famille a pu s'échapper à Athènes juste après le grand incendie de Smyrne en 1922 qui a suivi l'occupation turque de la ville. Il fera venir les membres de sa famille en Suisse.
Son œuvre est édité à Leipzig en 1924. Les bâtiments de l'éditeur sont détruits pendant la Seconde Guerre mondiale et il ne reste que deux exemplaires. En 1925 il est fait citoyen d'honneur de Genève.
En 1929, il compose sa dernière œuvre, après une vingtaine d'années de silence, les 12 poèmes arméniens pour piano, qu'il dédie au peuple arménien. Stephan Elmas correspond (1922–36) avec un jeune journaliste, Hagop Krikor.
Elmas est enterré au cimetière Plain-palais de Genève. Son piano Érard, des manuscrits sont conservés en Arménie, au musée d'Art et de Littérature Eghigé Tcharentz à Erevan.

## Hommages
En 1988 à Genève, est créée la fondation Stephan Elmas, ayant pour but de sauvegarder et diffuser l'œuvre du musicien. Son directeur artistique est Alexandre Siranossian, chef d'orchestre et directeur de l'école de musique et de danse de Romans.

## Compositions
Stephan Elmas laisse environ 130 œuvres essentiellement avec piano. Trois concertos pour piano, un trio et un quatuor avec piano.

### Piano (sélection)
- Arabesque
- 2 Aubades, Ballade, 2 Chansons, 2 Chants, Complainte, Églogue, Élégie, Idylle, Ode, Romance, Sonnet, Stances (tous composées en 1881 et dédiés à Victor Hugo)
- 2 Ballades
- 2 Barcarolles
- 2 Berceuses
- 2 Boléros
- 5 Danses Arméniennes
- 6 Études (1881, pub. 1884 à Vienne par Wetzler)[4]
- Fantaisie
- Fantaisie - Mazurka
- 2 Impromptus
- Impromptu – Mazurka
- Marche Funèbre
- 27 Mazurkas
- 7 Nocturnes
- 6 Polonaises
- Polonaise - Fantaisie
- 25 Préludes
- 1 Rondo
- 2 Scherzos
- 4 Sonates
  1. Sonate no 1 en si mineur (1901, pub. 1923 ou avant[5])
  2. Sonate no 2 (1886)
- 9 Valses
- 12 poèmes arméniens (1929)

### Musique de chambre
- Romance
- Pièce de concert
- Quatuor avec piano en ré mineur[6]
- Trio avec piano en si-bémol majeur (première publication en 1923 ou avant)[6]
- Adagio pour violon et piano
- Nocturne no 2 pour violon et piano
- Nocturne no 4 pour violon et piano
- Romance pour violon et piano

### Piano et orchestre
- Concerto de jeunesse (non orchestré) Dédié à Anton Rubinstein.
- Concerto pour piano no 1 en sol mineur (1882)
- Concerto pour piano no 2 (1887, pub. 1923 ou avant)[5]
- Concerto pour piano no 3 (1900)
- Andante cantabile et rondo pastorale

### Orchestre à cordes
- Nocturne no 4 (orchestration du nocturne no 4 pour piano de 1887)
- Romance

### Musique vocale
- L'Arménie Martyre (hommage aux victimes de 1915)
- Offrande

## Discographie
- Concerto pour piano no 1, par Armen Babakhanian (en) et pièces pour piano par Lusine Hakobyan piano - Orchestre symphonique du festival international d'Erevan, dir. Alexandre Siranossian (mai 2005, NAB productions NABP-067) édité par la fondation Stephan Elmas.
- Concerto pour piano no 2, 4 Mazurkas - Armen Babakhanian, piano ; Orchestre philharmonique d'Arménie, dir. Alexandre Siranossian (avril 2002, NAB productions) édité par la fondation Stéphan Elmas (OCLC 717319637)
- Concerto pour piano no 3, Barcarolle, 3 Mazurkas - Armen Babakhanian, piano ; Orchestre philharmonique d'Arménie, dir. Alexandre Siranossian (novembre 1999, NAB productions NABP-0020) édité par la fondation Stéphan Elmas (OCLC 717318951)
- Concertos pour piano nos 1 et 2 - Orchestre symphonique de Tasmanie, dir. Howard Shelley et piano (28-31 mai 2019, « The Romantic Piano Concerto » no 82 Hyperion CDA68319) (OCLC 1229894893)

### Ouvrages
- Alexandre Siranossian, Stephan Elmas, 1862-1937 : le Chopin arménien. 1994 (édité par la fondation Stéphan Elmas)

### Articles
- Alexandre Siranossian, « Stephan Elmas (1862-1937) », Achkhar, Paris, no 446,‎ 2008, p. 12 (ISSN 0004-4342, lire en ligne [PDF])
- (de) Armand Gaspard, Elmas, Stephan, dans le Dictionnaire historique de la Suisse